# Callopistria reticulata
Callopistria reticulata là một loài bướm đêm trong họ Noctuidae.